# USS LST-824
O USS LST-824 foi um navio de guerra norte-americano da classe LST que operou durante a Segunda Guerra Mundial.